# Giovanni Battista Giani
Giovanni Battista Giani, né le 17 décembre 1788 à Golasecca et mort le 20 aout 1859 à Milan, est un archéologue italien.

## Biographie
L'abbé Giani est le découvreur de la culture de Golasecca.

## Publications
- (it) Battaglia del Ticino tra Annibale e Scipione : ossia Scoperta del campo di P.C. Scipione, delle vestigia del ponte sul Ticino, del sito della battaglia e delle tombe de' Romani e de' Galli in essa periti, Milan, Imperiale Regia Stamperia, 1824, xxii, 224, 10 c. di tav. : ill. ; in-8° (OCLC 878002936, lire en ligne).